# Cuming County
Cuming County is een county in de Amerikaanse staat Nebraska.
De county heeft een landoppervlakte van 1.481 km² en telt 10.203 inwoners (volkstelling 2000). De hoofdplaats is West Point.